# Nishada flabifera
Nishada flabifera là một loài bướm đêm thuộc phân họ Arctiinae, họ Erebidae.